# Лобио

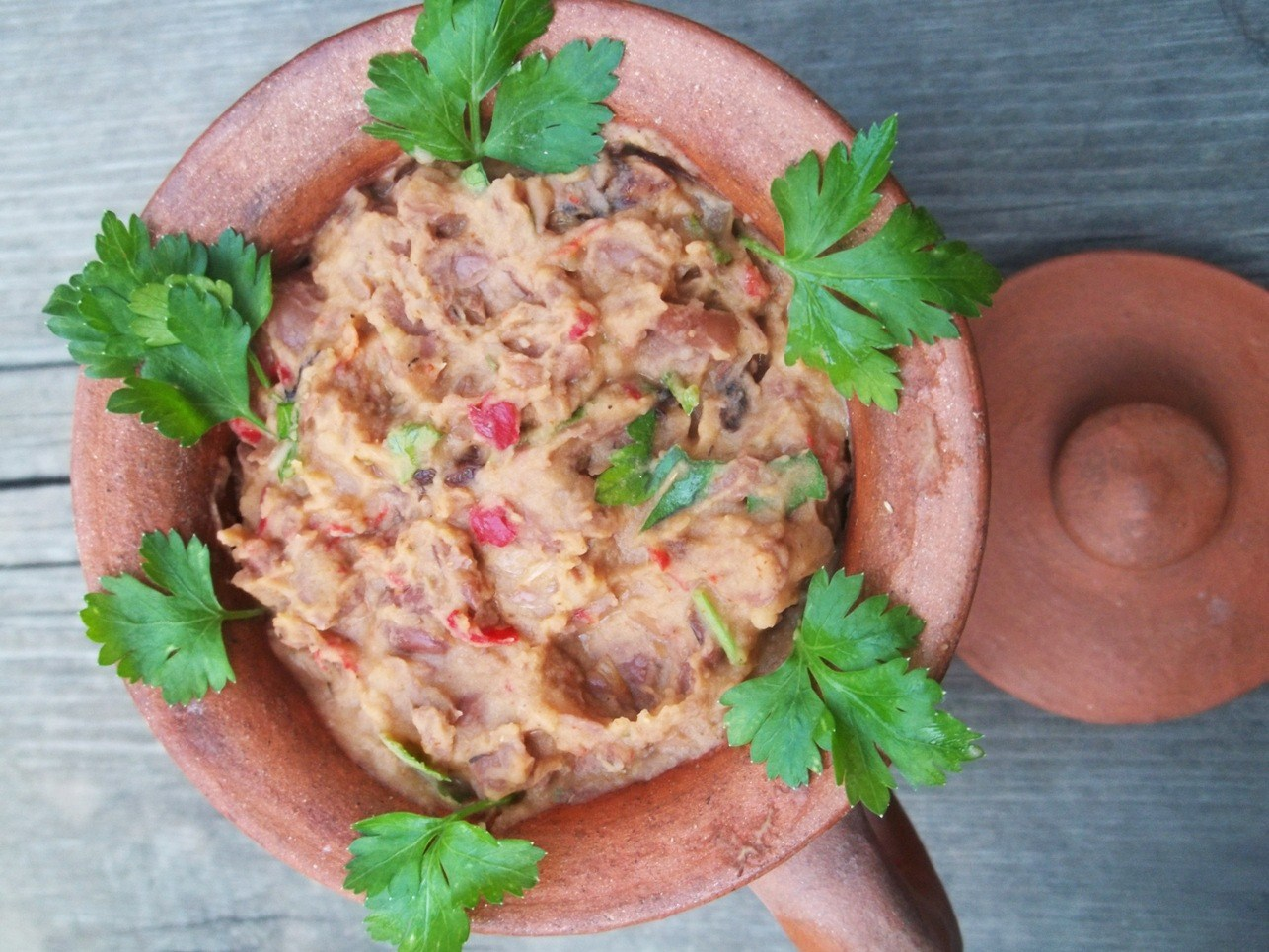
Лобио с чабером садовым и аджикой

Ло́био (груз. ლობიო) — грузинское блюдо, а также общее название для фасоли (как зелёной, стручковой, так и в зёрнах).

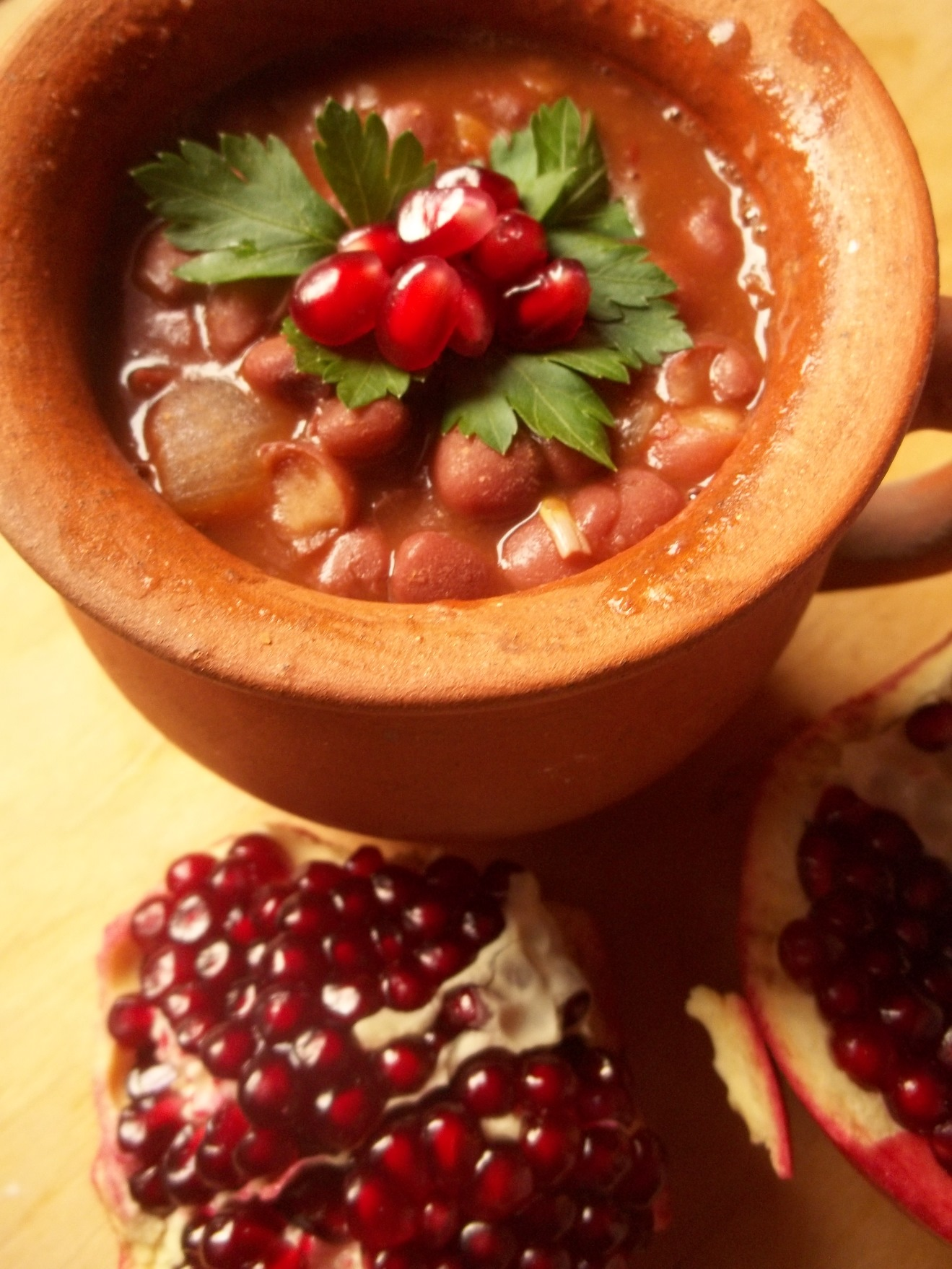
Лобио с гранатовым соком

Блюдо из лобио популярно у закавказских народов, и готовится как из стручков зелёной фасоли, так и из отварной красной фасоли с зеленью и/или зёрнами граната. Подаётся, как правило, с грузинским хлебом «Тонис пури» или «Шотис пури», испечённым на дровах.

## История
Блюдо под названием «лобио» известно в Грузии с давних времён, оно готовилось из плодов долихоса — гиацинтового боба. Фасоль же появилась значительно позже, в конце XVII века, блюдо из неё также стало называться «лобио». Для приготовления используется либо зерновая, либо стручковая фасоль. Зёрна фасоли — белые, розовые, красные — отличаются лишь вкусовыми нюансами. Для варки лучше выбирать один из видов зёрен, так как время приготовления у них различное.

## Приготовление
Основа блюда из зерновой фасоли готовится особым образом. Фасоль замачивается в холодной воде на 12 часов, вода в течение этого времени меняется 2—3 раза. Потом зёрна промывают в проточной воде и, залив водой, доводят до кипения. Выдерживают на сильном огне 10—15 минут, сливают воду, процедуру повторяют ещё 2 раза. Затем, уменьшив огонь, варят фасоль до готовности, причём вода должна  выпариться на три четверти.
На этой основе приготовляется множество вариантов лобио. Кроме поджаренного лука, чеснока, растолчённого с солью, уксуса, чабера и кинзы, перца, в лобио могут добавляться помидоры без кожицы (тушатся вместе с фасолью около 5 минут), измельчённые грецкие орехи (в готовое блюдо). Уксус можно заменить концентрированным соком красного ткемали — квацарахи. Если блюдо получается слишком густым, его разводят небольшим количеством отвара. Перед подачей лобио посыпают маринованным в уксусе красным луком или гранатовыми зёрнами. Блюдо едят и горячим как основное, и холодным, тогда оно выступает в качестве закуски. Лобио из стручковой фасоли считается сезонным блюдом. Оно готовится с мясом — бараниной или говядиной.
В блюдо добавляется большое количество кинзы, которая используется также как украшение при его подаче.